# Monbalen
Monbalen (okzitanisch: Montvalent) ist eine Gemeinde mit 449 Einwohnern (Stand: 1. Januar 2022) in Frankreich im Département Lot-et-Garonne in der Region Nouvelle-Aquitaine (vor 2016: Aquitanien). Monbalen gehört zum Arrondissement Agen und zum Kanton Le Pays de Serres. Die Einwohner werden Monbalenois genannt.

## Geografie
Monbalen liegt etwa 16 Kilometer nordöstlich von Agen. Im südlichen Gemeindegebiet entspringt das Flüsschen Masse d’Agen, das zur Garonne entwässert. Umgeben wird Monbalen von den Nachbargemeinden Saint-Antoine-de-Ficalba im Norden, Hautefage-la-Tour im Osten und Nordosten, Cassignas im Osten und Südosten, Laroque-Timbaut im Süden, La Croix-Blanche im Westen und Südwesten sowie Castella im Westen.

## Bevölkerungsentwicklung
| 1962                       | 1968 | 1975 | 1982 | 1990 | 1999 | 2006 | 2018 |
| -------------------------- | ---- | ---- | ---- | ---- | ---- | ---- | ---- |
| 331                        | 297  | 284  | 274  | 298  | 345  | 449  | 429  |
| Quellen: Cassini und INSEE |      |      |      |      |      |      |      |

## Sehenswürdigkeiten
- Kirche Saint-Pierre aus dem 15. Jahrhundert